# Емил Златарев
Емил Николов Златарев е български юрист и университетски преподавател – професор по финансово право в Университета за национално и световно стопанство и Института по правни науки към БАН.

## Биография
Роден е през 1937 г. в град Русе. Завършва право в Юридическия факултет на Софийския университет през 1963 г. През 1973 г. постъпва като хоноруван преподавател в катедра „Правни науки“ към Университета за национално и световно стопанство, където придобива докторска степен по право след защита на дисертационния си труд „Административни нарушения и наказания във финансовото право“. От 1979 г. е доцент, а от 1991 редовен професор. Бил е научен секретар на Института по правни науки към БАН (1974 – 1979 г.). Специализира във Франция, Полша и Русия.
През 1991 г. проф. Златарев е инициатор за трансформацията на катедра „Правни науки“ при Университета за национално и световно стопанство в самостоятелен Юридически факултет.
Водил е лекционни курсове по административно право, облигационно право, търговско право и финансово право. Автор е на множество публикации в областта на финансовото, административното и търговското право, в това число учебници, монографии, студии и статии.
Говори немски и руски език.